# Mario Monteforte Toledo
Mario Monteforte Toledo , född 15 september 1911, död 4 september 2003, var en guatemalansk författare och politiker. Han gav ut ett flertal noveller och essäer och spelade en stor politiskt roll såväl i Juan José Arévalos regering som i Jacobo Arbenzs. 1993 fick han utmärkelsen Premio Nacional de Literatura de Guatemala för sitt författarskap.

### Noveller
- Anaité (1948)
- Entre la piedra y la cruz (1948)
- Donde acaban los caminos (1952)
- Una manera de morir (1958)
- Llegaron del mar (1966)
- Los desencontrados (1977)
- Unas vísperas muy largas (1996)
- Los adoradores de la muerte (2000)

### Korta berättelser
- La cueva sin quietud (1949)
- Cuentos de derrota y esperanza (1962)
- Casi todos los cuentos (anthology) (1982
- Pascualito (children's story) (1991)
- La isla de las navajas (1993)
- Cuentos de la Biblia (2001)

### Essäer
- Guatemala. Monografía sociológica (1959-1965)
- Las piedras vivas (1965)
- Centroamérica, subdesarrollo y dependencia (1973)
- Mirada sobre Latinoamérica (1975)
- Palabras del retorno (1992).